# Nang Keo Phimpha
Nang Keo Phimpha (laosià: ນາງແກ້ວພິມພາ)  (Luang Prabang, 1343 (Gregorià) - 1438), un epítet que significa literalment «La Cruel», va ser la reina del regne Lan Xang (laosià: ລ້ານຊ້າງຮົ່ມຂາວ) el 1438, prenent el nom regnal Samdach Brhat-Anya Sadu Chao Nying Kaeva Bhima Fa Mahadevi (laosià: ສົມເດັຈ ພຣະຍາ ສາທຸເຈົ້າຍິງ ແກ້ວພິມພາມະຫາເທວີ). També és coneguda pel seu títol Mahadevi (Gran Deessa), i va ser la única reina soberana del regne de Lan Xang.
Segons algunes cròniques, va ocupar el tron breument durant uns mesos, abans que fos deposada i assassinada als noranta-cinc anys. El seu breu regnat va ser la culminació d'un període de deu anys de regicidis, que van orquestrar a través d'una sèrie de reis titelles.
La veritable identitat de la Maha Devi és una qüestió de controvèrsia tant en les cròniques dels períodes posteriors com en els estudiosos actuals. Diversament se l'ha descrit com la filla gran, la germana menor, l'esposa principal o la madrastra de Samsenthai (laosià: ສາມແສນໄທ). De les poques pistes sòlides sobre la seva identitat, el seu títol de Maha Devi o «Gran Deessa», estava reservat només a la reina mare d'un monarca governant. Estudiosos com Martin Stuart-Fox i Amphay Dore, assenyalen que tant la seva edat en el moment de la seva execució com el títol Maha Devi indiquen que la seva veritable identitat és Keo Lot Fa la reina consort de Fa Ngum (laosià: ຟ້າງູ່ມ), filla del rei d'Ayutthaya, que hauria assumit el títol de Maha Devi després de la mort de la reina Keo Kang Nya el 1368, poc abans que Fa Ngum fos destituït el 1371.
Tot i que la seva identitat segueix sent un misteri, es manté el consens entre les cròniques reials que va ser la governant de facto durant una brutal disputa successòria entre diverses faccions des de la mort de Lan Kham Deng (laosià: ພະເຈົ້າລ້ານຄຳແດງ) fins a la pujada al tron de Chakkaphat Phaen Phaeo.

## Les faccions de la Cort i les successions
Començant per la mort prematura de Lan Kham Deng, el període de 1428-1438 a Lan Xang va estar marcat per una prolongada crisi de successió creada per faccions rivals dins de la Cort. Les cròniques de la Cort no estan d'acord sobre la seqüència exacta dels esdeveniments, ni tan sols sobre la durada exacta de cada regnat. Va ser durant aquest període de confusió, presumptament orquestrat pel Maha Devi, que va ser testimoni de la mort de set monarques successius:
| Monarca      | Regnat    | Notes                                        |
| ------------ | --------- | -------------------------------------------- |
| Phommathat   | 1428-1429 | assassinat als 10 mesos de regnat            |
| Yukhon       | 1429-1430 | assassinat als 8 mesos de regnat             |
| Khon Kham    | 1430-1432 | assassinat als 18 mesos de regnat            |
| Kham Tam Sa  | 1432      | assassinat als 5 mesos de regnat             |
| Lusai        | 1432-1433 | assassinat als 6 mesos de regnat             |
| Khai Bua Ban | 1433-1436 | assassinat als 3 anys de regnat              |
| Kham Keut    | 1436-1438 | probablement emmetzimat als 2 anys de regnat |

No és clar quantes faccions van existir a la cort del regne Lan Xang durant aquest període. Una facció incloïa l'antiga noblesa de Muang Sua (laosià: ເມືອງຊວາ) que s'havia oposat a Fa Ngum quan va consolidar el seu domini el 1354 i va fundar el regne de Lan Xang mitjançant la conquesta militar. Una altra facció incloïa els partidaris lao i khmers de Fa Ngum durant les seves conquestes i, posteriorment, va assolir posicions administratives clau dins del regne. Una altra facció incloïa persones influenciades pels regnes rivals Ayutthaya i Lanna, que van provocar la debilitat política dins de Lan Xang.

## Biografia

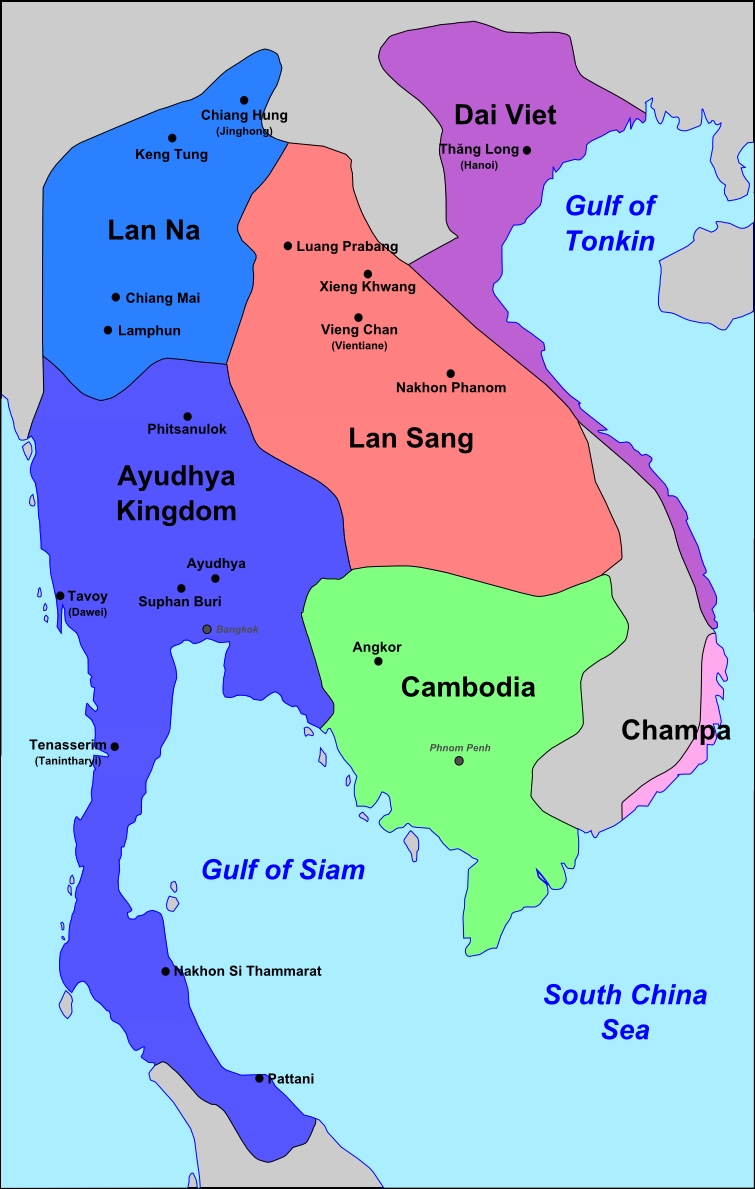
Regne de Lang Xang (ລ້ານຊ້າງຮົ່ມຂາວ) i la seva zona d'influència, c. 1540

Le Boulanger, a la seva Histoire du Laos Français, va identificar la Maha Devi com la filla gran del rei Samsenthai. La historiadora laosiana Sila Viravong creia que era la germana menor de Samesenthai. Michel Oger va argumentar que era l'esposa principal de Samsenthai, mare del seu fill i successor Lan Kham Deng. Amphay Dore i Martin Stuart-Fox han argumentat que era Keo Lot Fa, la reina consort de Fa Ngum i filla del rei Ramathibodi I d'Ayutthaya. Cadascun va basar la seva identificació en diferents versions i anàlisis de les cròniques laosianes de períodes posteriors. Cada teoria versemblant de la identitat de la Maha Devi planteja qüestions addicionals sobre la disputa de les diferents faccions de la Cort.
Le Boulanger i Manich Jumsai identifiquen la Maha Devi com a Nang Keo Phimpha, filla de la reina Bua Then Fa, el pare de la qual podria haver estat Chao Fa Kham Hiao, l'oncle que Fa Ngum va deposar quan va conquerir Muang Sua. Si fos així, la Maha Devi hauria estat una descendent de l'antiga noblesa de Muang Sua.
Sila Viravong la va identificar com a Keo Ketkesy, la germana de Samsenthai, filla de la reina khmer de Fa Ngum, Keo Kang Ya, qui havia estat donada en matrimoni per Jayavarman Paramesvara. Si fos Keo Ketkesy, probablement hauria dirigit la facció khmer a la Cort.
La teoria proposada per Amphay Dore i Martin Stuart-Fox afirma que la Maha Devi era de fet Keo Lot Fa, la princesa d'Ayutthayan promesa a Fa Ngum per Ramathibodi I. La teoria suggereix que Keo Lot Fa hauria arribat a la cort massa tard per casar-se amb Fa Ngum, o que era la seva vídua, i implica que Samsenthai podria haver-se casat per mantenir un equilibri polític. Si Samsenthai es va casar amb la seva pròpia madrastra, és possible que la reina Keo Lot Fa i la reina Keo Yot Fa siguin, de fet, la mateixa persona i, a través de la confusió o la tergiversació intencionada, es donessin identitats separades en cròniques posteriors.
Les diverses teories tenen importants conseqüències per descriure la política de la disputa successòria que va seguir a cadascun dels anomenats «reis desafortunats» del període des de la destitució de Fa Ngum fins a la pujada al tron de Chakkaphat Phaen Phaeo.
Independentment de la seva identitat, tant els historiadors com les cròniques coincideixen a dir que més tard la reina es va casar amb Xieng Lo, un polític molt més jove que ella, qui, com a poder a les ombres, va arribar a ser ministre en cap de la Cort. Junts, el ministre en cap i la Maha Devi haurien estat capaços de manipular les diverses faccions de la Cort a través de la intimidació i el regicidi. Es desconeix fins a quin punt el ministre en cap o la Maha Devi van ser responsables individualment de cadascuna de les morts dels «reis desafortunats», tot i que les cròniques impliquen clarament la Maha Devi com la principal força política de la majoria, si no de tots els assassinats.
Des del regnat de Phommathat fins al regnat Kham Keut, van ser assassinats fins a set reis. En algunes cròniques s'assenyala que després de la mort de Kham Keut, la mateixa Maha Devi va arribar al tron i va regnar durant quatre mesos. No obstant això, la Cort cansada dels abusos de la reina, va ordenar la seva captura juntament amb el ministre en cap Xieng Lo. Els dos van ser traslladats a un lloc anomenat Pha Dieo, a la riba oposada al palau Xieng Thong, van ser lligats junts i abandonats als elements com a ofrena als nāga el 1438.
Amb la mort de la Maha Devi i la negativa de pujar al tron de l'únic descendent de sang reial, el príncep Vang Buri, l'aristocràcia de la Cort va dictaminar que un consell d'Estat presidit per dos nobles, Phra Maha Satthathiko i Phra Maha Samudhakhote, ajudats per quatre membres de les forces armades, que van governar durant tres anys. El 1441 el príncep Vang Buri, durant molts anys governador de Vientiane, va acceptar l'oferta dels nobles i es va convertir en el nou rei de Lan Xang amb el nom reial Chakkaphat Phaen Phaeo.